# Карл Вюртембергский (1770—1791)
Карл Генрих Фридрих Вюртембергский (нем. Ferdinand Friedrich August zu Württemberg; 3 мая 1770, Монбельяр — 22 августа 1791) — принц из Вюртембергского дома. Офицер Российской императорской армии.

## Биография
Карл родился 3 мая 1770 года. Он был шестым сыном Фридриха Евгения Вюртембергского (1732—1797) и его жены Фридерики Доротеи Софии Бранденбург-Шведтской (1736—1798), старшей дочери маркграфа Фридриха Вильгельма Бранденбург-Шведтского. Карл был братом короля Вюртемберга Фридриха I и императрицы Марии Фёдоровны. Детство он провел в замке Монбельяр.
Через свою крестную мать, императрицу Екатерину Великую, Карл начал карьеру офицера в русской армии. Еще будучи ребенком и подростком, Карл прошел путь от капитана до бригадира. Когда ему исполнилось 18 лет, отец Карла попросил у императрицы действительную служебную должность для него. В 1789 году Карл начал действительную службу под командованием фельдмаршала Петра Александровича Румянцева-Задунайского в Яссах в Молдавском княжестве , уже в чине генерал-майора.
В 1790 году отличился во время русско-турецкой войны 1787-1791 годов. Он был произведён в генерал-лейтенанты и награжден орденом Святого Андрея Первозванного. Ослабленному климатом и боями в дельте Дуная, ему дали шестимесячный отпуск в Санкт-Петербурге.
Вскоре после своего возвращения Карл умер от малярии, жертвой которой вскоре стал и Григорий Александрович Потёмкин. Его тело, как и тело Потемкина, было перевезено в Херсон и похоронено в Екатерининском соборе. До наших дней сохранилась могильная стела, на которой написано по ошибке Александр Вюртемберг-Штутгартский.